# Jerk (gastronomía)

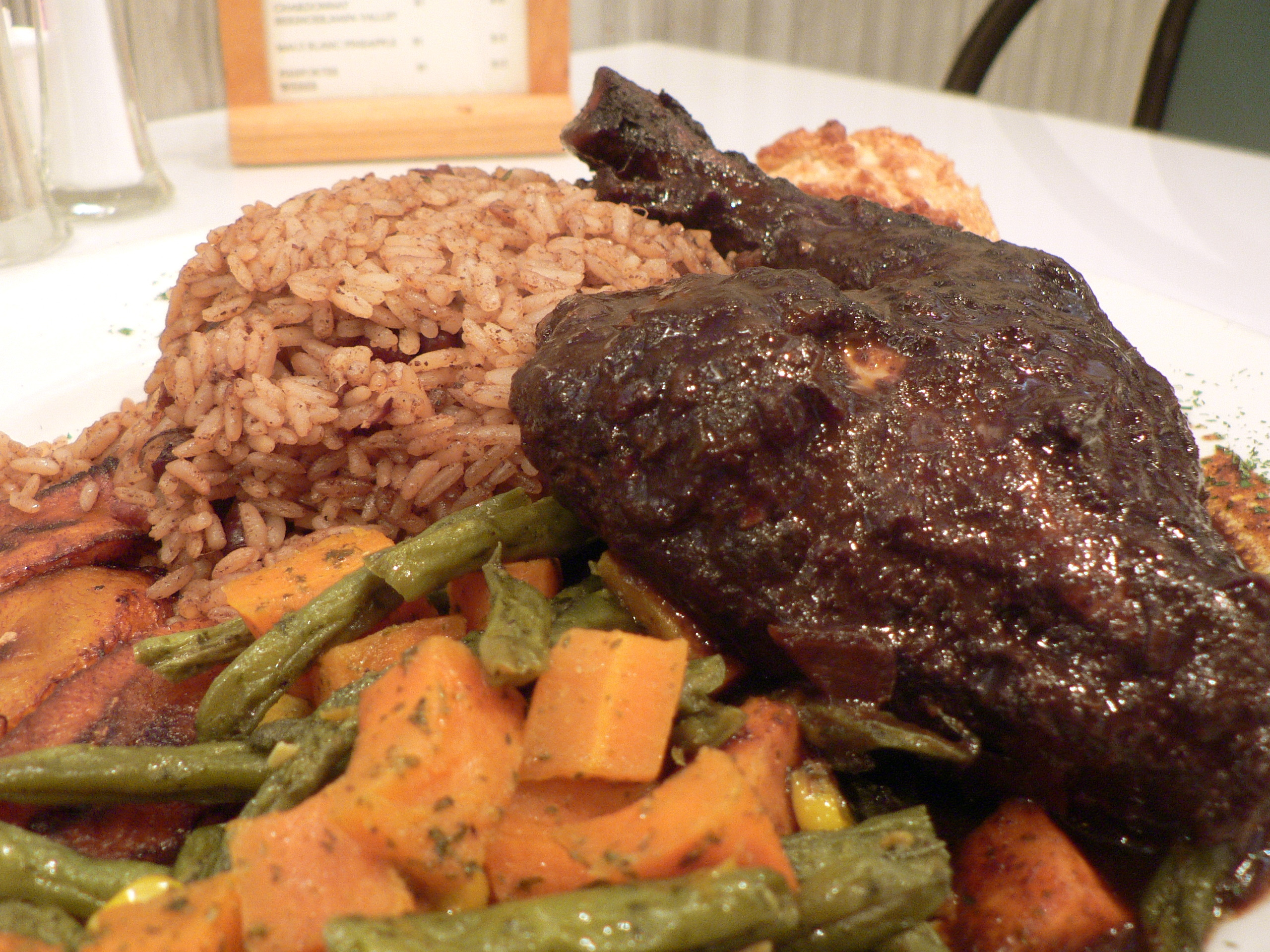
Un plato de pollo al jerk pollo (Derecha), con arroz, plantains, zanahorias y judías verdes

El jerk (del español, «charqui»; pronunciación en inglés: /ˈdʒ3ːrk/) es un estilo de cocina originario de Jamaica en el que la carne se frota en seco o se marina en húmedo con una mezcla de especias picante llamada Jamaican jerk.
Algunos historiadores creen que esta técnica culinaria fue desarrollada originalmente por negros cimarrones, esclavos africanos que escaparon a las tierras salvajes de Jamaica cuando los británicos invadieron la isla en 1655 y la tomaron de España. Adaptándose a su nuevo entorno, los antiguos esclavos hicieron uso de las fuentes de alimentos naturales disponibles para ellos, creando la salsa picante y cocinando lentamente la carne sobre un fuego de leña humeante. Otros historiadores argumentan el caso de la práctica del jerking que se originan con los amerindios en Jamaica de las tribus arahuacas y tainas que se mezclaron con los cimarrones.
El sabor ahumado de la carne se logra utilizando varios métodos de cocción alternativos, incluido el uso de hornos modernos de leña. La carne es normalmente, pero no se limita a, pollo o cerdo, y los ingredientes principales de la salsa de adobo picante son la pimienta de Jamaica (allspice) y los chile boney. El jerking es popular en las gastronomías del Caribe, así como en América del Norte y Europa occidental.

## Etimología
Se dice que la palabra jerk proviene del charqui, un término castellano de origen quechua para carne seca, que finalmente se convirtió en la palabra jerky en inglés.
Jerk también se deriva de la acción de «sacudir» (jerking), que se refiere a pinchar la carne con agujeros para que el sabor pueda ser absorbido más fácilmente.
El término jerk spice («especia jerk») o Jamaican jerk spice («especias jerk jamaicanas») se refiere a un spice rub. La palabra jerk se refiere al frotado de las especias, la marinada húmeda y a la técnica de cocción particular. La cocina jerk ha desarrollado un seguimiento global, especialmente en los centros urbanos cosmopolitas de los Estados Unidos, Canadá y Reino Unido.

## Historia
Una historia es que la salsa jerk jamaicana se desarrolló como una adaptación de los africanos Coromantee esclavos escapados en Jamaica. Sin embargo, los historiadores han descubierto evidencia para demostrar que todos los grupos raciales en Jamaica hicieron carne en el siglo XVII, y la evidencia parece sugerir que la práctica comenzó con los taínos. Cuando los británicos invadieron Jamaica en 1655, los colonos españoles huyeron, dejando atrás una gran cantidad de esclavos africanos. En lugar de ser esclavizados por los británicos, escaparon a las regiones montañosas de Jamaica, donde se mezclaron con los taínos locales. Parece que estos esclavos fugitivos, que se convirtieron en los primeros cimarrones jamaicanos de la isla, aprendieron esta práctica de los taínos. Se especula que mientras los taínos desarrollaron el estilo de cocinar y sazonar, los esclavos africanos escapados introdujeron la marinada y los pozos de cocina. Si bien todos los grupos raciales cazaban el cerdo salvaje en el interior de Jamaica y usaban la técnica culinaria del jerking para cocinarlo en el siglo XVII, a fines del siglo XVIII la mayoría de los grupos habían cambiado a productos de cerdo importados. Solo los cimarrones continuaron la práctica de cazar cerdos salvajes y preparar el cerdo al jerk.
La salsa jamaicana jerk se desarrolló principalmente a partir de estos cimarrones, condimentando y cocinando lentamente los cerdos salvajes sobre la madera de pimiento que era nativa de Jamaica en ese momento y es el ingrediente más importante en el sabor; A lo largo de los siglos se ha modificado a medida que varias culturas añadieron su influencia.
Desde el principio, los cimarrones se encontraron en un nuevo entorno en la isla de Jamaica y se vieron obligados a usar lo que tenían a su disposición. Como resultado, se adaptaron a su entorno y utilizaron hierbas y especias disponibles en la isla, como la pimienta de capo escocés, que es en gran parte responsable del calor que se encuentra en los idiotas del Caribe.
La cocina al jerk y el condimento jerk han sido extendidos por el mundo gracias a la diáspora caribeña, y ahora se pueden encontrar formas de jerk en restaurantes en casi cualquier lugar donde exista una población significativa de ascendencia caribeña, como el Reino Unido, Canadá o los Estados Unidos. El poulet boucané («pollo ahumado») del Caribe francés es, en esencia, bastante similar al tradicional pollo al jerk jamaicano.

## Técnicas

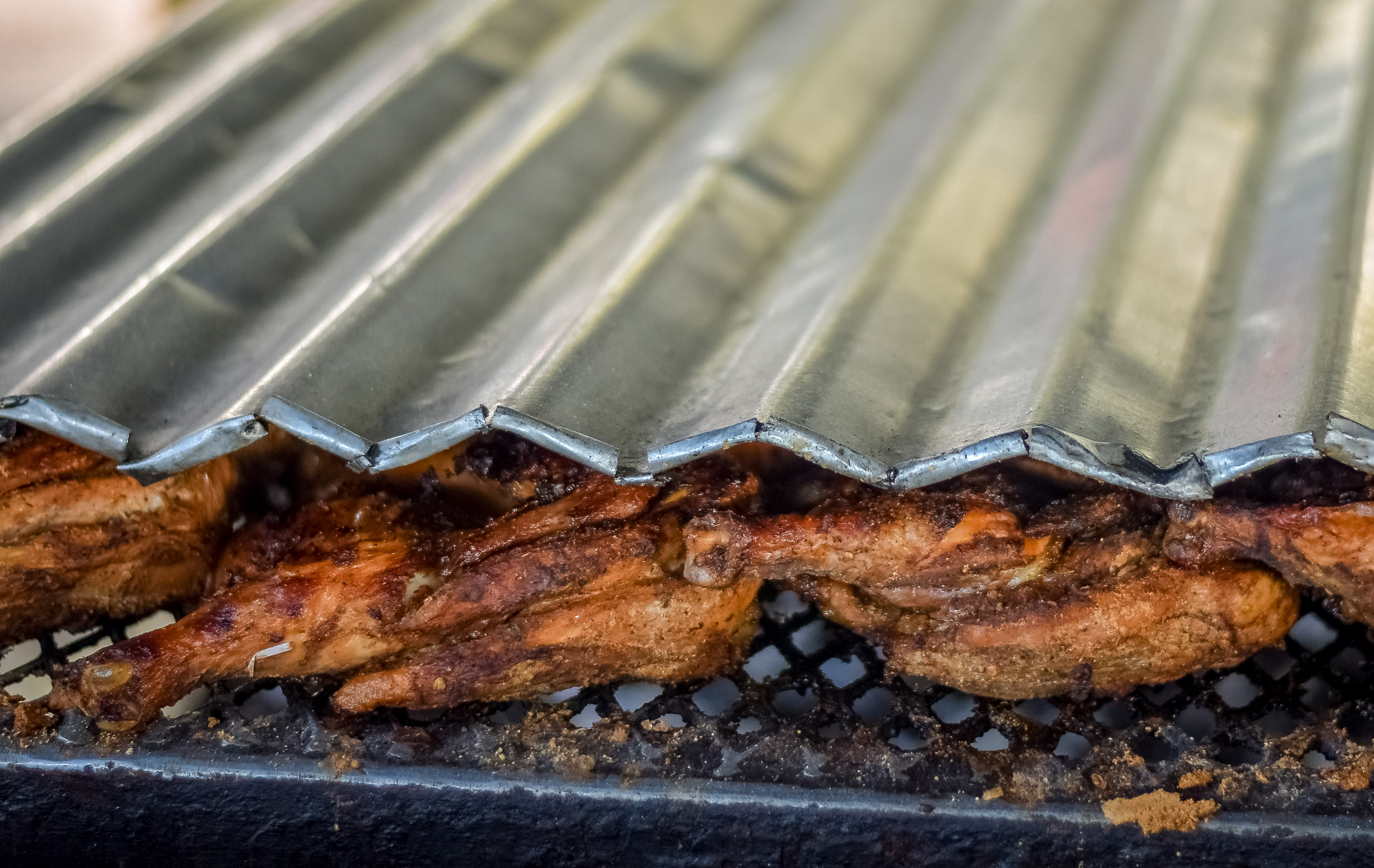
Pollo al jerk en la Bahía de Montego.

La técnica de cocción al jerking, así como los resultados que produce, han evolucionado con el tiempo desde el uso de fogatas hasta las viejas mitades de barriles de petróleo como el recipiente usado. Alrededor de la década de 1960, los empresarios caribeños que buscaban recrear el sabor del hoyo ahumado mediante un método más fácil y portátil, idearon una solución para cortar barriles de petróleo a lo largo y unir bisagras, perforando varios agujeros de ventilación para el humo. Estos barriles se encienden con carbón, lo que mejora el sabor picante y ahumado. Alternativamente, cuando estos métodos de cocción no están disponibles, se pueden usar otros métodos para fumar carne, incluidos los hornos de leña, para marinar al jerk la carne. Sin embargo, los barriles de petróleo son posiblemente uno de los métodos de cocción más populares para hacer jerk en Jamaica. La mayoría del jerk en Jamaica ya no se cocina según el método tradicional y se asa a la parrilla sobre carbón de leña en una jerk pan.

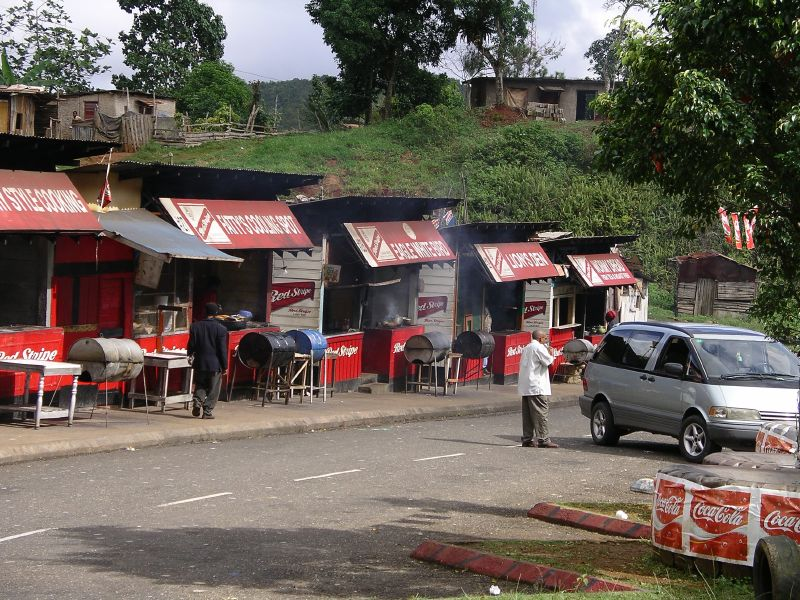
Puestos de comida al jerk a lo largo de la autopista A1 de Jamaica.

Los jerk stands o jerk centres («puestos de [comida al] jerk») se encuentran con frecuencia en Jamaica y las cercanas Islas Caimán, así como en toda la diáspora caribeña y más allá. Se puede comprar carne en polvo, generalmente pollo o cerdo, junto con pan de masa dura, bammy frito de yuca (pan plano, generalmente con pescado), albóndigas fritas jamaicanas (conocidas como Johnnycake o journey cake) y festival (un tipo de dumpling), una variación de albóndigas fritas con sabor dulce hechas con azúcar y servidas como guarnición.

## Ingredientes
El jerk es una mezcla de varias especias, que pueden variar de una receta a otra, pero las más comunes son: pimienta de Jamaica (allspice) y chile boney. Otros ingredientes pueden incluir clavo de olor, canela, cebolleta de primavera, nuez moscada, tomillo, ajo, azúcar moreno, jengibre y sal.

## Usos
El jerk se usaba originalmente en pollo y cerdo, pero en las recetas modernas, las mezclas de especias jerk se aplican a varios otros ingredientes, incluidos, entre otros: tofu, pescado, gambas, marisco, ternera, salchichas, cordero, cabra o verduras.

## Lectura complementaria
- Cocinero, Ian y Harrison, Michelle. "Cross sobre Alimentario: Re-Materializando Postcolonial Geografías". Transacciones del Instituto de británico Geographers, Serie Nueva, Vol. 28, Núm. 3 (septiembre de 2003), pp. 296@–317. Blackwell Publicando en behalf de La Sociedad Geográfica Real (con el Instituto de británico Geographers)
- Connelly, Michael Alan (18 de diciembre de 2014). «20 Must-Try Street Foods Around the World». Fodor's. Consultado el 24 de julio de 2016.